# Folle Blanche

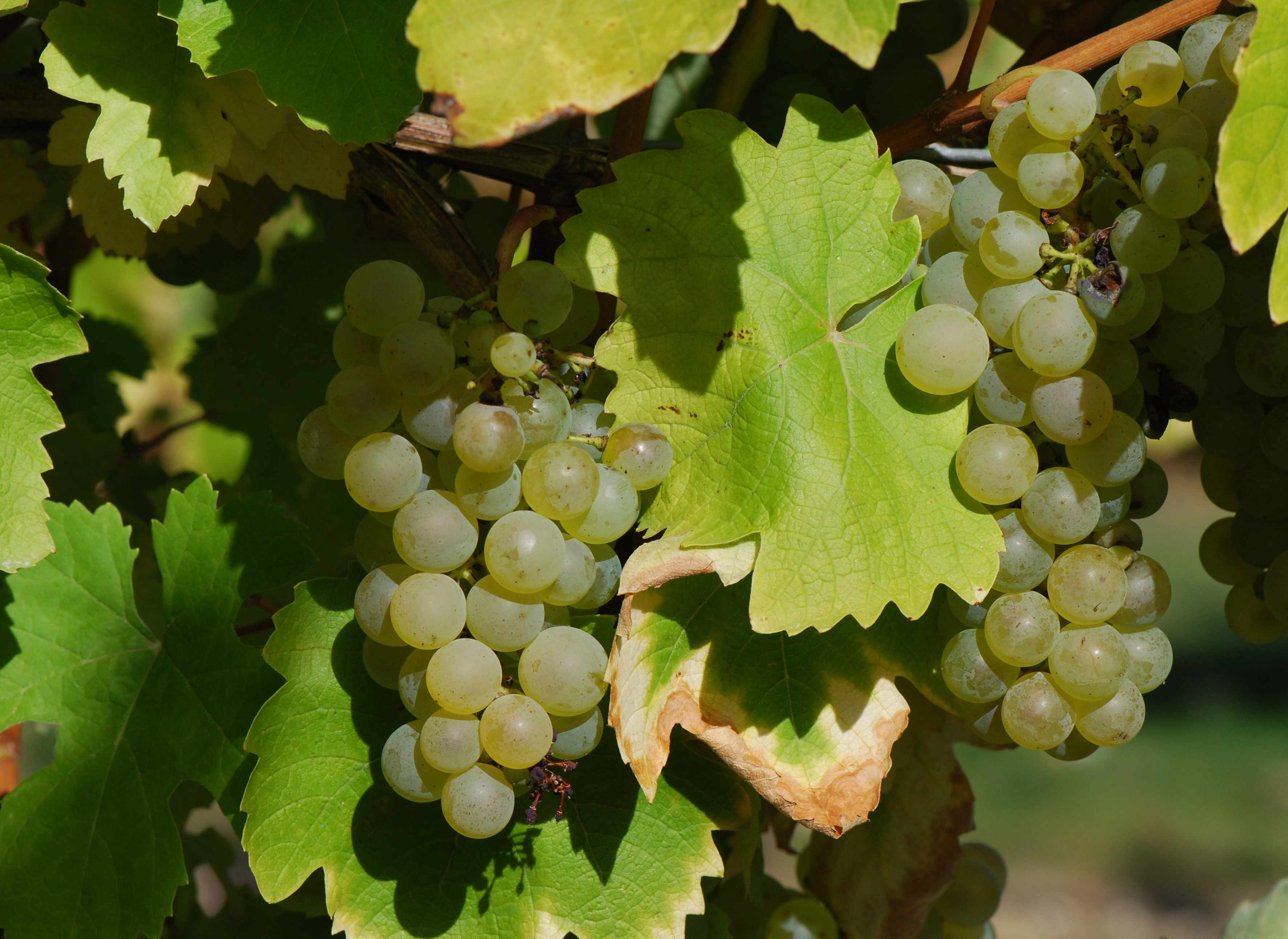
Folle Blanche

Folle Blanche ist eine Weißweinsorte. Sie war früher in Frankreich an der atlantischen Küste weit verbreitet. Sie ist eine sehr alte Sorte der Charente.
Vor dem Befall mit der Reblaus wurde die Sorte vor allem als säurebetonter Grundwein für die Destillation von Cognac und der Klon Picpoule für den Armagnac verwendet und gilt auch heute noch als die für die Branntweingewinnung am besten geeignete Sorte. Ihre führende Stellung als Haupttraube für Cognac (Rebfläche heute ca. 300 Hektar) hat diese Sorte inzwischen an die Rebsorte Ugni Blanc verloren, da der Ertrag der Folle Blanche deutlich geringer und sie auch krankheitsanfälliger ist. Eine im Jahr 2007 veröffentlichte Studie belegt, dass die Rebsorte Folle Blanche genetisch mit der Rebsorte Blanc Dame verwandt ist.
Der größte Teil der mit ihr bestockten Rebfläche befindet sich an der Loire in der Umgebung von Nantes (im Jahr 2015 wurde in Frankreich 1.113 Hektar bestockte Rebfläche erhoben). Hier nennt man die säurereiche Sorte auch Gros Plant und der beliebte Wein wird unter der Herkunftsbezeichnung Gros Plant du Pays Nantais vermarktet. Die besten Klone sind die Nummern 281, 280, 559 und 563.
.

## Synonyme
Folle Blanche ist auch unter den Namen Amounedat, Bordelais, Bouillon, Burageat, Came Braque, Camobraque, Canut, Canut du Lot et Garonne, Chalosse blanche, Chalot, Dame blanc, Dame blanche, Damery, Engreat blanc, Enrachat, Enrage, Enrageade, Enrageat, Enrageat blanc, Féhér Folle, Fol, Fol Belyi, Folle de Bordeaux, Fou, Fuetterer, Grais, Grais bouillon, Gros Meslier, Gros Plant, Grosse Blanquette, Grosse chalosse, Mendic, Mendik, Mondic, Petit Verjus, Pic Pouille blanc, Picpouille, Picpoul, Picpoule, Picpoult d’Armagnac, Picpout, Picquepouille, Piquepoul, Piquepoul du Gers, Piquepoult, Piquepout, Plant de dame, Plant de Madame, Plant de Madone, Pochelle blanche, Rebauche, Rochelle blanc, Rochelle blanche, Rochelle verte, Roumain, Taloche du Lot, Talosse und Ugne Blanche bekannt.